# Peter Bartesch
Peter Bartesch (n. 9 februarie 1842, Brașov, Comitatul Brașov, Imperiul Austriac – d. 11 ianuarie 1914, Brașov, Austro-Ungaria) a fost un arhitect brașovean, autor al mai multor clădiri reprezentative ale orașului, precum și al planului de urbanism vizând amenajarea modernă a zonei de nord-est a a fostei cetăți.

## Biografie
Peter Bartesch s-a născut la Brașov, în data de 9 februarie 1842, fiul unui meșter zidar cu același nume. A frecventat cursurile Școlii Reale din Brașov și apoi ale gimnaziului evanghelic german din localitate. A lucrat ca meșter zidar între anii 1853-1856, după care și-a continuat studiile superioare la Viena. Aici a urmat Politehnica și Școala Superioară de Arhitectură din cadrul Academiei Imperiale de Arte, din anul 1856 până în 1862.
Revenit în Brașovul natal, Peter Bartesch a primit în 13 aprilie 1864 autorizația de liberă practică ca inginer constructor și arhitect privat. Din anul 1866 a deținut funcția de inginer al orașului până în anul 1884, când s-a pensionat.

## Viața și activitatea
Încă din cea de-a doua jumătate a secolului al XIX-lea au fost întocmite primele planuri de sistematizare a Brașovului, care implicau dezvoltarea urbanistică spre suburbii, în primul rând spre Blumăna. În acest scop au fost demolate eșalonat o parte din fortificațiile medievale ale Cetății de pe laturile de nord-est și sud-vest.
Pe latura de sud-vest, pe locul vast care despărțea Cetatea de Șchei, s-au construit atunci câteva clădiri importante, în special școli: Școalele Centrale Române greco-ortodoxe (astăzi Liceul „Andrei Șaguna”), Liceul „Honterus”, școala primară „Ioan Popasu”, precum și școala confesională evanghelică de fete, proiectată de Peter Bartesch și construită între anii 1874–1875. Aceasta s-a remarcat prin concepția modernă în ceea ce privea organizarea spațiului și a excelenței caracteristicilor arhitecturale și urbanistice.
Pentru latura de nord-est a cetății, Peter Bartesch a conceput în anul 1881 un plan de urbanism vizând amenajarea modernă a zonei. El a împărțit vechile „zwingere” (ale pielarilor, cizmarilor, aurarilor și tâmplarilor) și o parte din fostele șanțuri de apărare ale orașului, devenite anacronice, în parcele pentru construcții, aliniate la noul bulevard, larg și drept, proiectat pe toată lungimea laturii cetății.
Peter Bartesch a fost implicat puternic și în proiectarea și construirea noilor clădiri din această zonă. Prima clădire construită aici a fost Palatul Oficiului de Pensii, realizat între anii 1881-1885 în stil neorenascentist, pe baza planului său, cu fațadele registrului superior decorate cu figuri alegorice în tehnica „Sgraffito” de pictorița Lotte Goldschmidt.
Tot el este cel care a proiectat și construit aici între anii 1888-1889 Vila Baiulescu, în același stil neorenascentist.
Peter Bartesch a fost, de asemenea, profesor de arta construcțiilor la Școala de meserii din Brașov, de la înființarea acesteia până în 1885, când s-a stabilit la Viena, unde a fost angajat arhitect la Ministerul Comerțului. El s-a reîntors la Brașov în august 1901, continuându-și activitatea ca arhitect particular până la moartea sa, în 11 ianuarie 1914.

## Lucrări și galerie de imagini
- Palatul țintașilor („Schützenhaus“)[9] - casa poligonului de tir, construită în anii 1864-1865 pe o terasă tăiată în pantele împădurite ale Tâmpei, într-o interpretare personală a stilului neorenascentist, cu influențe romantice.[nota 3]
- Cazarma Neagră (astăzi Facultatea de Medicină a Universității Brașov) 1870-1873;[10] fațada clădirii spre strada Nicolae Bălcescu se remarcă atât prin dimensiuni cât și prin cromatică și stil: elemente clasicizante și istoriciste (neoromanic), fiind una din puținele clădiri din oraș care folosește acest tip de elemente decorative.[11]
- Hotelul Continental (str. Castelului nr.50) construit în anul 1874 în stil neorenascentist; cunoscut și sub numele de „Casa Stănescu”, această clădire are o fațadă bine conturată și încheiată cu o balustradă, împodobită cu reliefuri alegorice, situate în nișele dintre ferestrele celui de-al doilea etaj. Interioarele sunt pardosite cu parchete din esențe prețioase dispuse în mozaicuri orizontale.[9]
- Gimnaziul Evanghelic de Fete (astăzi Facultatea de Silvicultură – corpul S) 1874-1875
- Școala Confesională Evanghelică din Cristian – 1877-1878[4]
- Primăria nouă (str. Republicii 53), construită între anii 1877-1878 și extinsă în 1892-1893; clădirea se remarcă prin stilul clasicist cât și prin masivitate.[12]
- Palatul Oficiului de Pensii, construit în stil neorenascentist între anii 1881-1885 constituie probabil cea mai reprezentativă realizare a lui Peter Bartesch
- Vila Baiulescu (astăzi secție a bibliotecii județene) 1888-1889

Printre alte realizări ale lui Peter Bartesch se numără și Altarul Bisericii Negre, proiectat în stil neogotic, ornamentat cu sculpturi de Franz Schönthaler din Viena, în anul 1866, altarul bisericii evanghelice din Șercaia și Fabrica de Chibrituri din Strada Lungă.
Planul de urbanism realizat de Peter Bartesch în anul 1881 pentru latura de nord-est a fostei cetăți a avut o importanță deosebită pentru transformarea Brașovului dintr-un oraș medieval într-un oraș modern, zona respectivă păstrând până în ziua de astăzi structura inițială, conform acestui plan, care a îmbinat principiul funcționalității cu criteriile estetice urbane și sociale ale vremii.

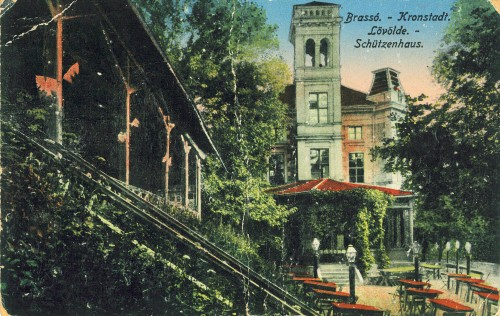
Palatul țintașilor („Schützenhaus“)
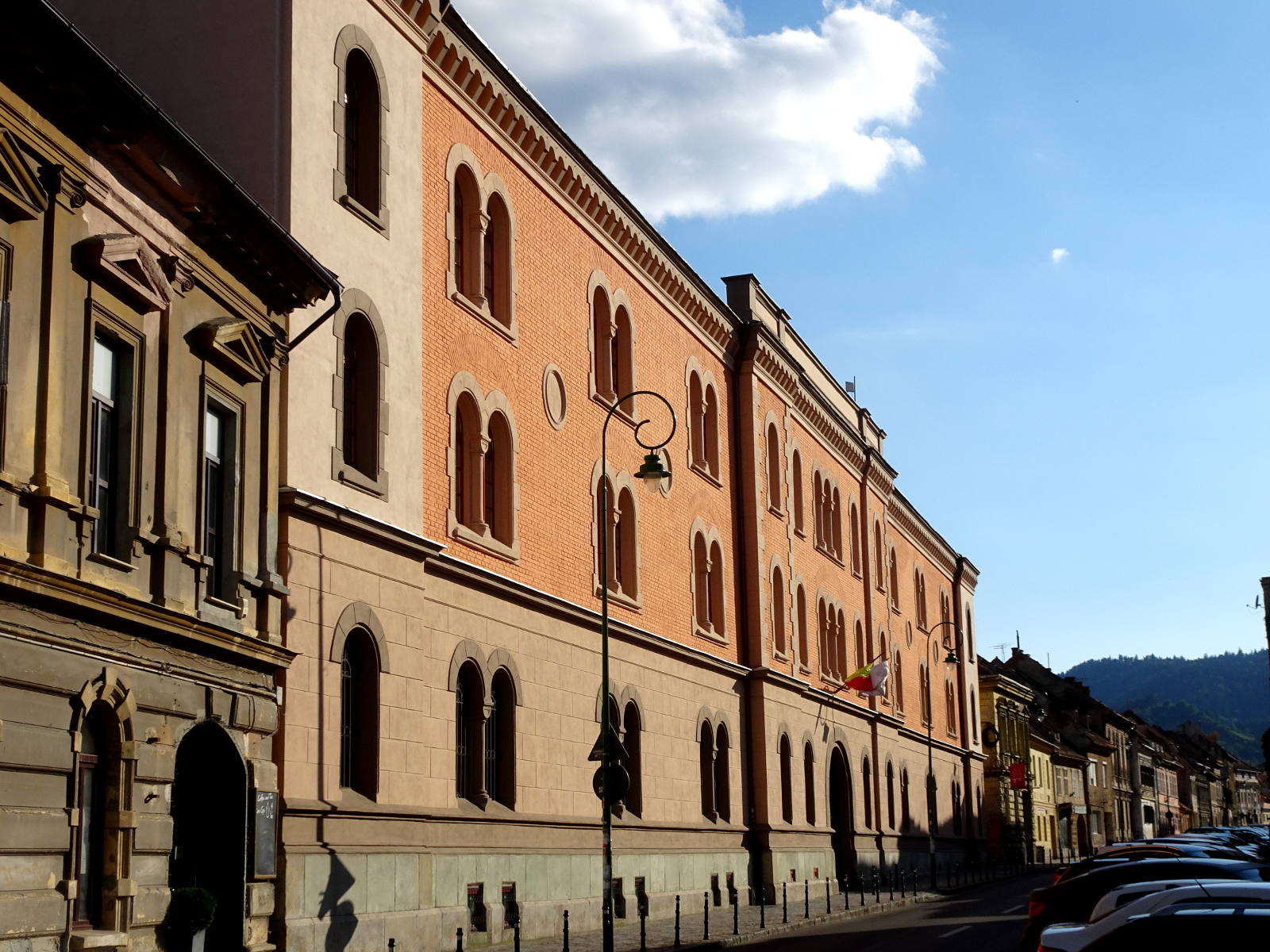
Cazarma Neagră
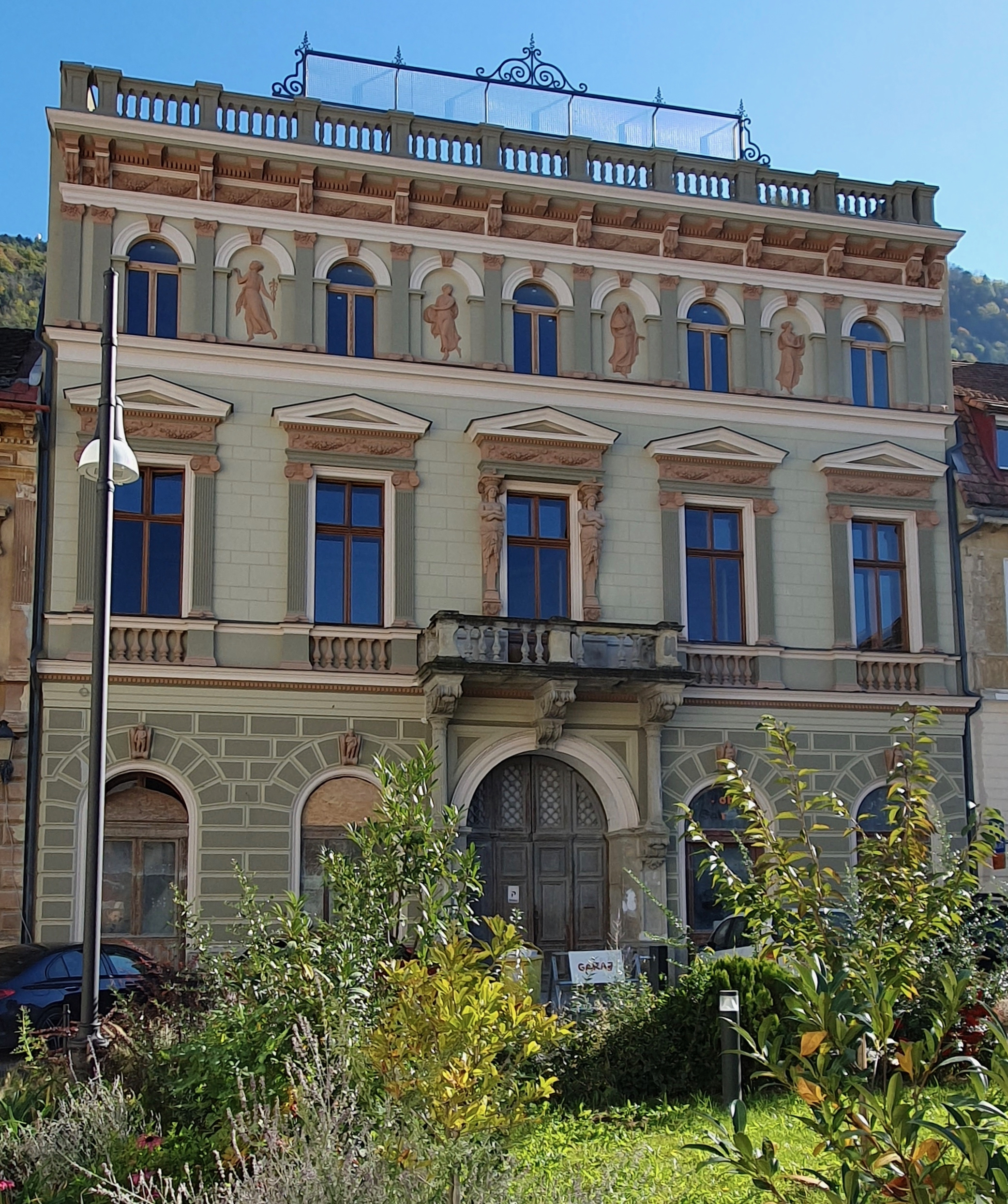
Hotelul Continental
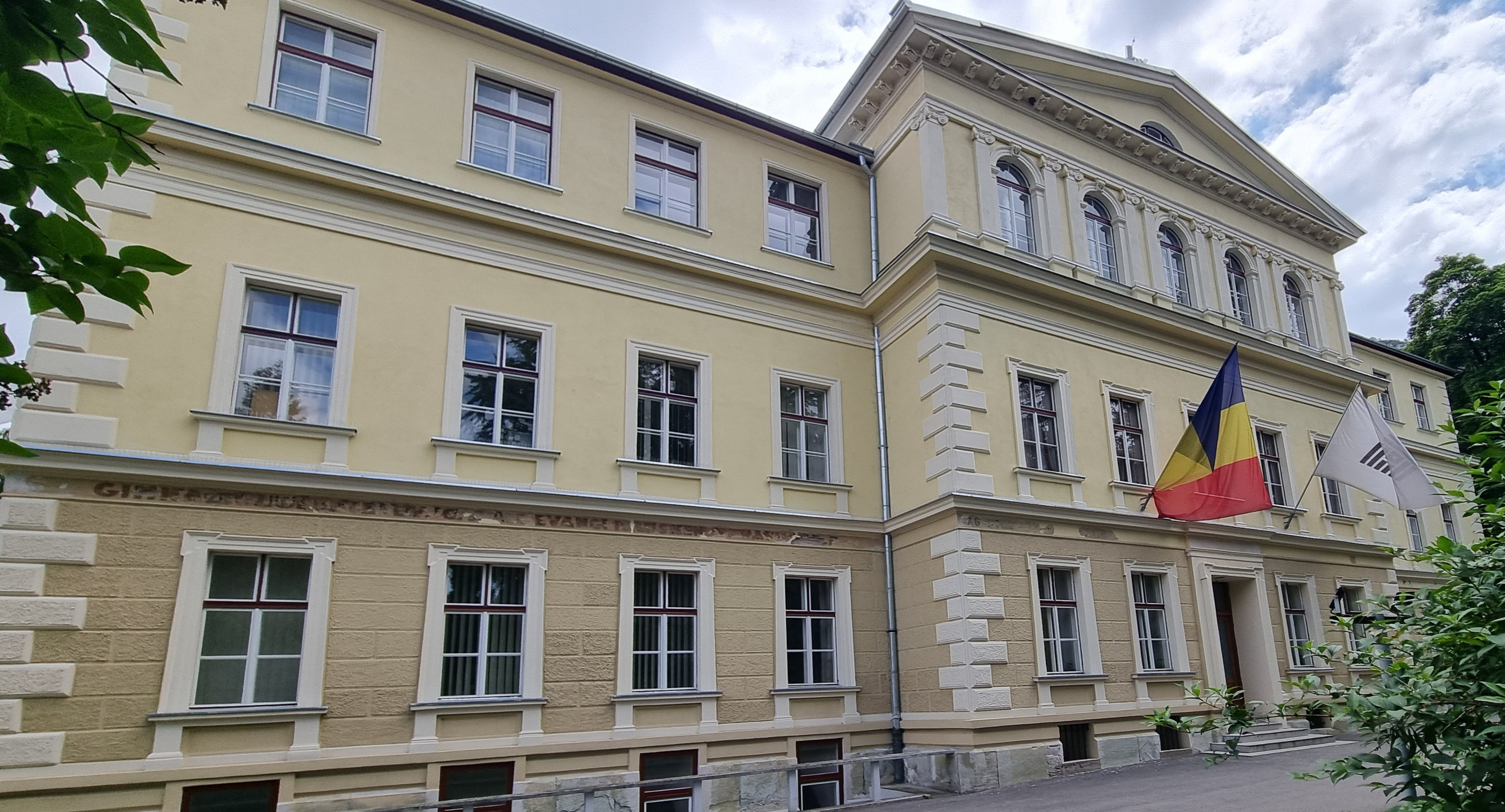
Gimnaziul Evanghelic de Fete
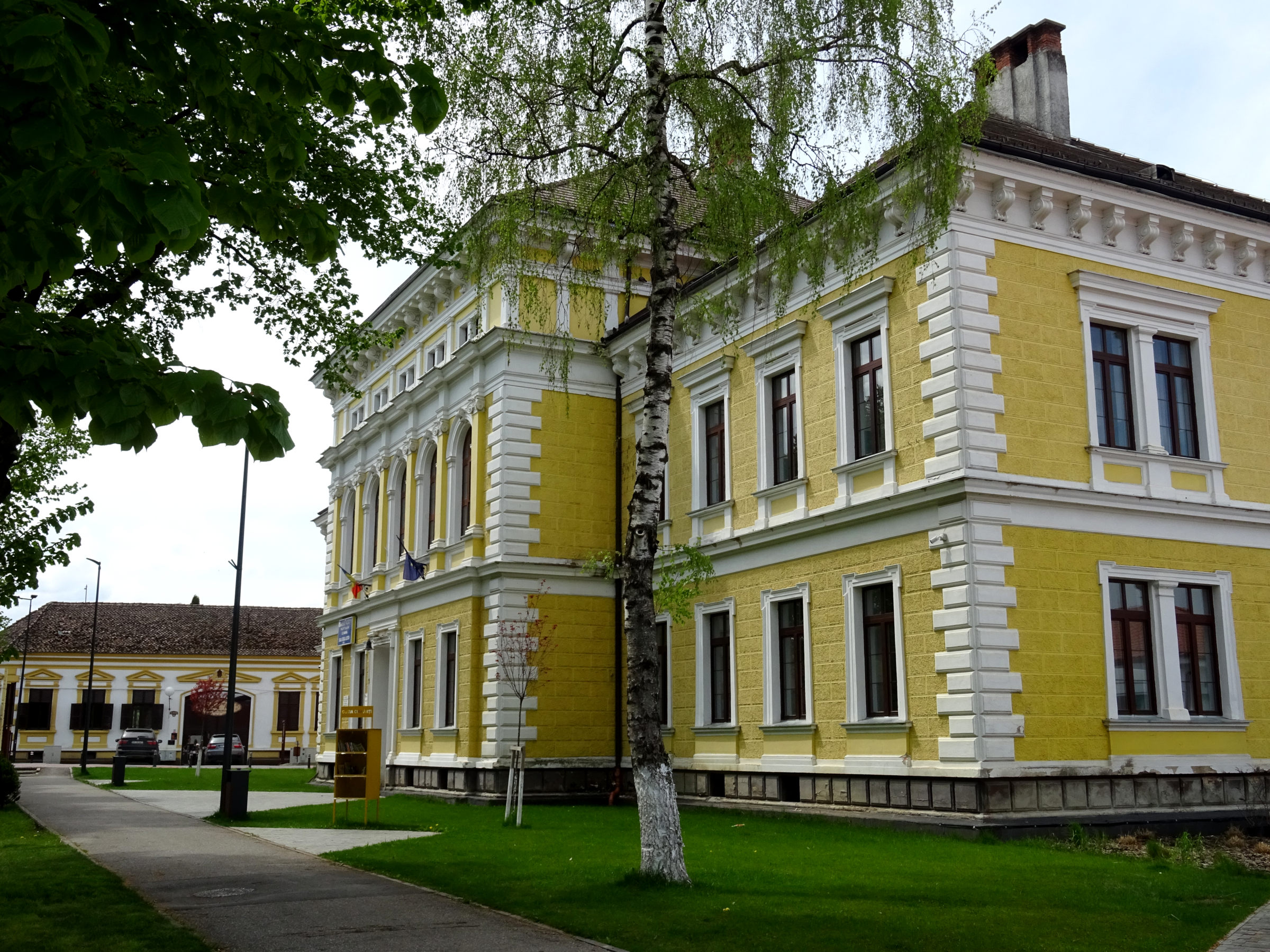
Școala Confesională Evanghelică din Cristian
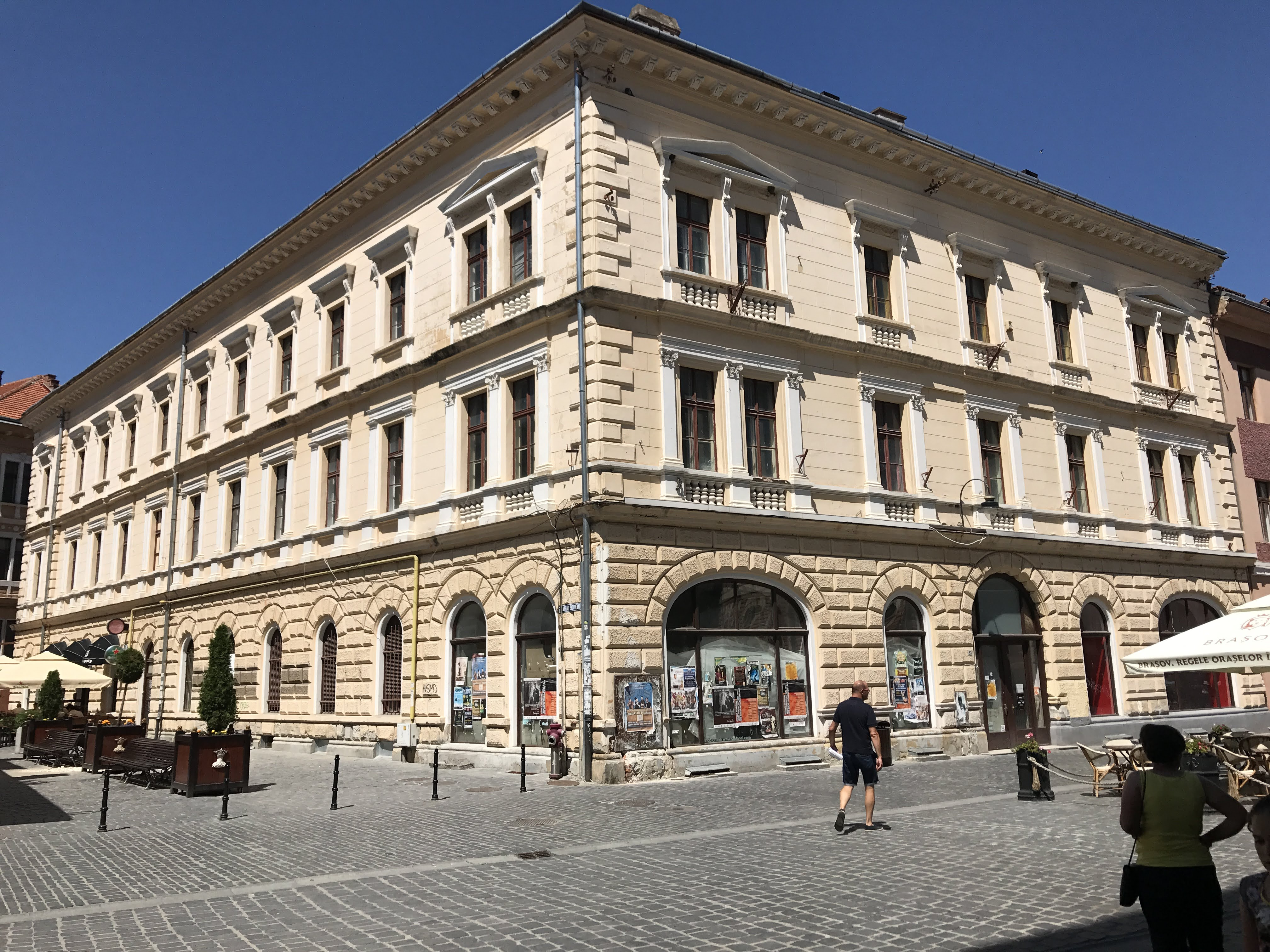
„Primăria nouă” (str. Republicii 53)
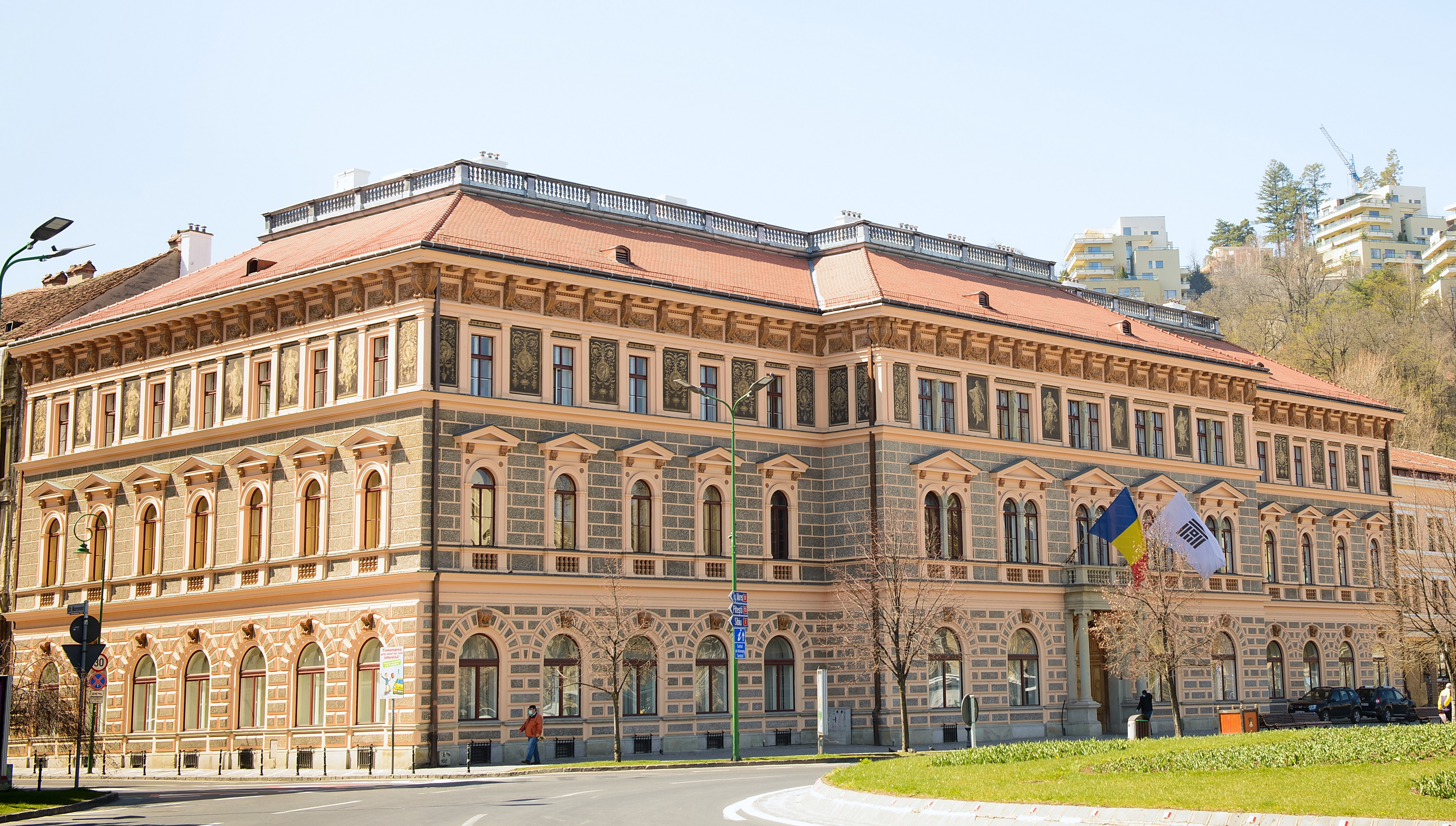
Palatul Oficiului de Pensii (azi Rectoratul Universității Brașov)
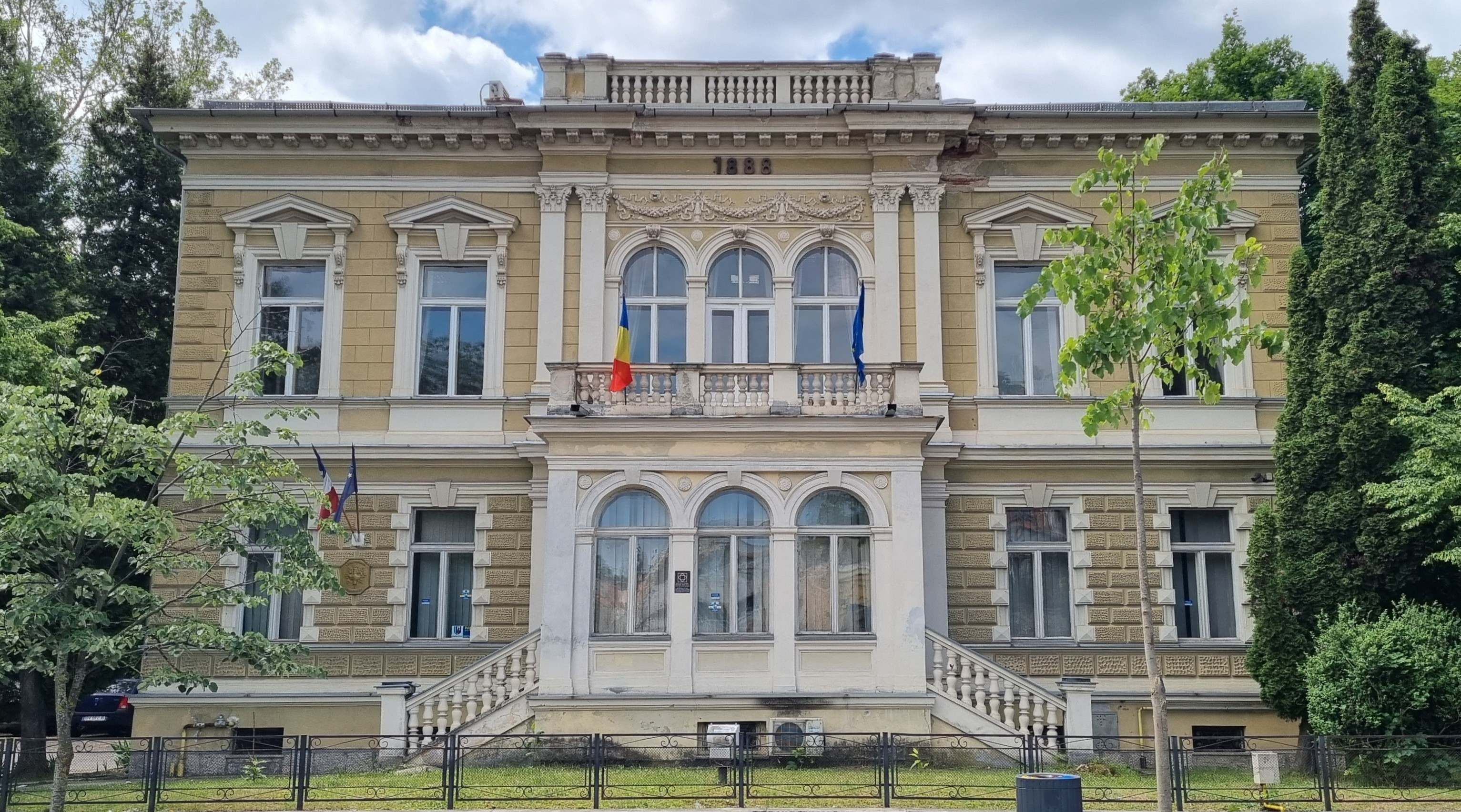
Vila Baiulescu